# United States Army
De United States Army, ook U.S. Army is de landmacht van de Verenigde Staten. Het is het oudste van de acht legeronderdelen van het Amerikaanse leger. Het kent zijn oorsprong in het Continentaal Leger dat werd opgericht ten tijde van de Amerikaanse Onafhankelijkheidsoorlog in 1775. De taak van de U.S. Army komt terug in haar missie: 'het vechten en winnen van Amerikaanse oorlogen door middel van prompte dominantie op het land, met een breed spectrum aan militaire operaties ter ondersteuning van de militaire leiding'.
De Unites States Army valt onder de United States Department of the Army, een van de drie militaire takken van het Amerikaanse ministerie van defensie. Als onderdeel van de Amerikaanse militaire organisatie is de President van de Verenigde Staten eindverantwoordelijk in de rol van Commander in Chief. Inclusief reservisten komt de totale geüniformeerde mankracht van de U.S. Army op ongeveer een miljoen soldaten waarmee het veruit het grootste onderdeel is van het Amerikaanse leger. Daarnaast zijn ruim 250.000 burgers werkzaam bij de U.S. Army.

## Missie
De U.S. Army wordt in sectie 3062 van deel 10 van het Amerikaans wetboek aangeduid als het land-gebonden legeronderdeel van de Amerikaanse strijdkrachten. Het doel wordt gesteld als zijnde:
- Bewaren van de vrede en veiligheid en verdediging van alle Amerikaanse grondgebieden.
- Ondersteuning van nationale besluitvorming
- Implementeren van nationale doelstellingen
- Verslaan van naties die met agressieve acties de veiligheid van de Verenigde Staten in gevaar brengen.

## Geschiedenis

### Oprichting

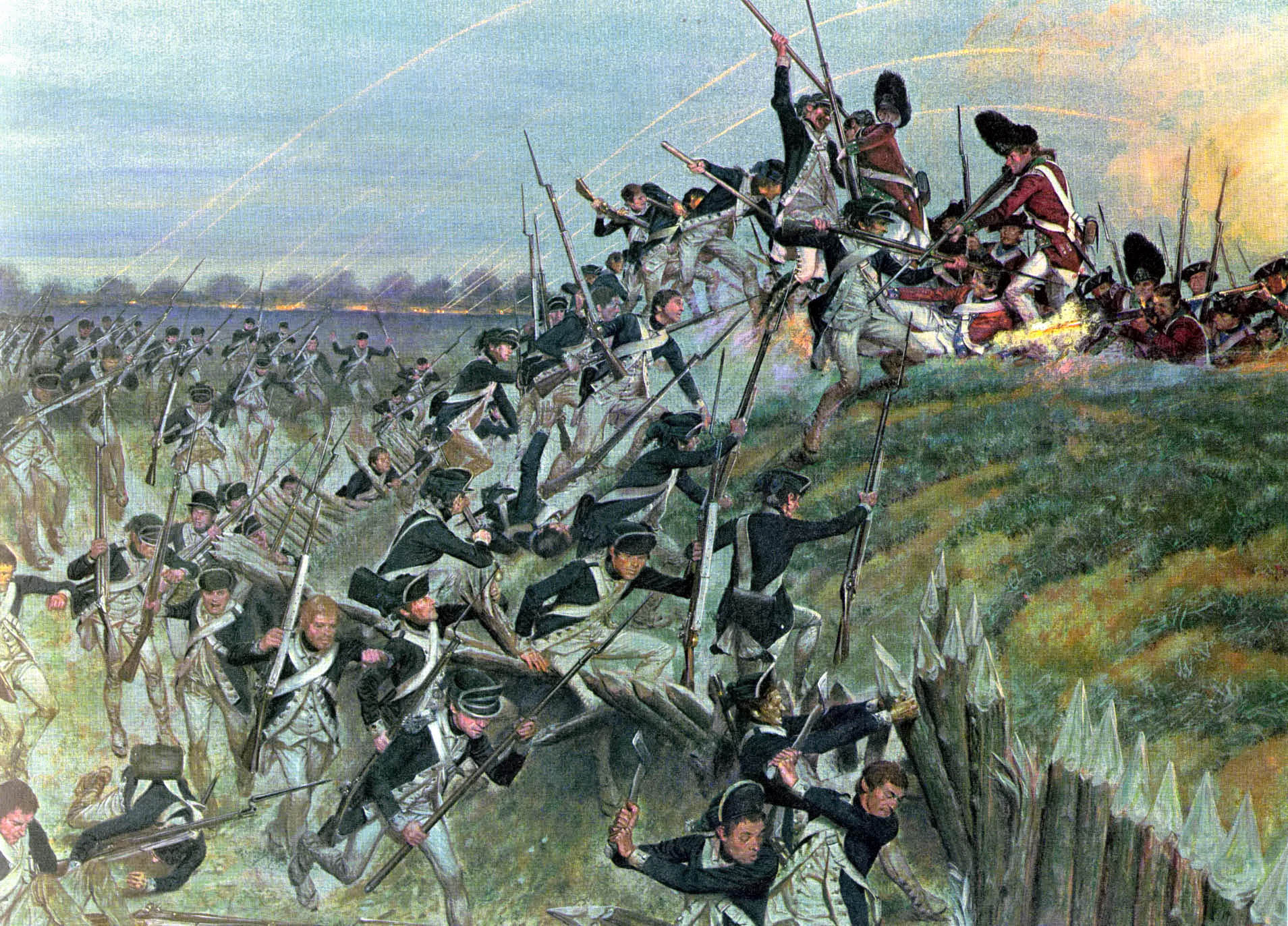
Slag bij Yorktown - 1781

Het Continentaal Leger werd opgericht op 14 juni 1775 door het Tweede Continentaal Congress waarin de dertien Amerikaanse koloniën waren verenigd in hun wens voor onafhankelijkheid. Het doel van het Continentaal Leger was strijden voor die onafhankelijkheid tegen Groot-Brittannië. De eerste commandant van het nieuw opgerichte leger was de latere president George Washington. De leidinggevenden in het Continentaal Leger bestonden in eerste instantie voornamelijk uit voormalige Britse soldaten die veel van hun Britse militaire gebruiken met zich meenamen. Later in Amerikaanse Onafhankelijkheidsoorlog kwamen er dankzij o.a. Franse hulp ook andere Europese invloeden in het Continentaal Leger. Soldaten vanuit meerdere Europese staten sloten zich aan bij de Amerikanen. Een van de bekendste was Friedrich Wilhelm von Steuben, een Pruissische officier met veel ervaring op het gebied van tactiek en organisatie.
Het Continentaal Leger heeft meerdere open veldslagen gevoerd tegen de Britten maar bediende zich ook van zogenaamde uitputtingsoorlogsvoering door met snelle, korte aanvallen de Britten op cruciale punten te verzwakken. Er waren overwinningen in Trenton (New Jersey) en Princeton (New Jersey) maar er werden ook verliezen geleden in New York en Philadelphia. Uiteindelijk zou de Slag bij Yorktown (1781) beslissend blijken en het einde van de oorlog inluiden.
Toen de onafhankelijkheid een feit was er enkele jaren onenigheid over het nut van een actief leger. Na een initiële ontmanteling van het leger werd in 1791 het Legioen van de Verenigde Staten opgericht dat wederom de bescherming van alle Amerikaanse staten tot doel had. Vijf jaar later werd het omgedoopt tot de huidige naam, United States Army. Het Amerikaans Congres besloot in 1798 dat het leger uit 10.000 soldaten moest bestaan, een getal dat een jaar later werd opgehoogd tot 30.000.

### Negentiende Eeuw

#### Oorlog aan de frontier

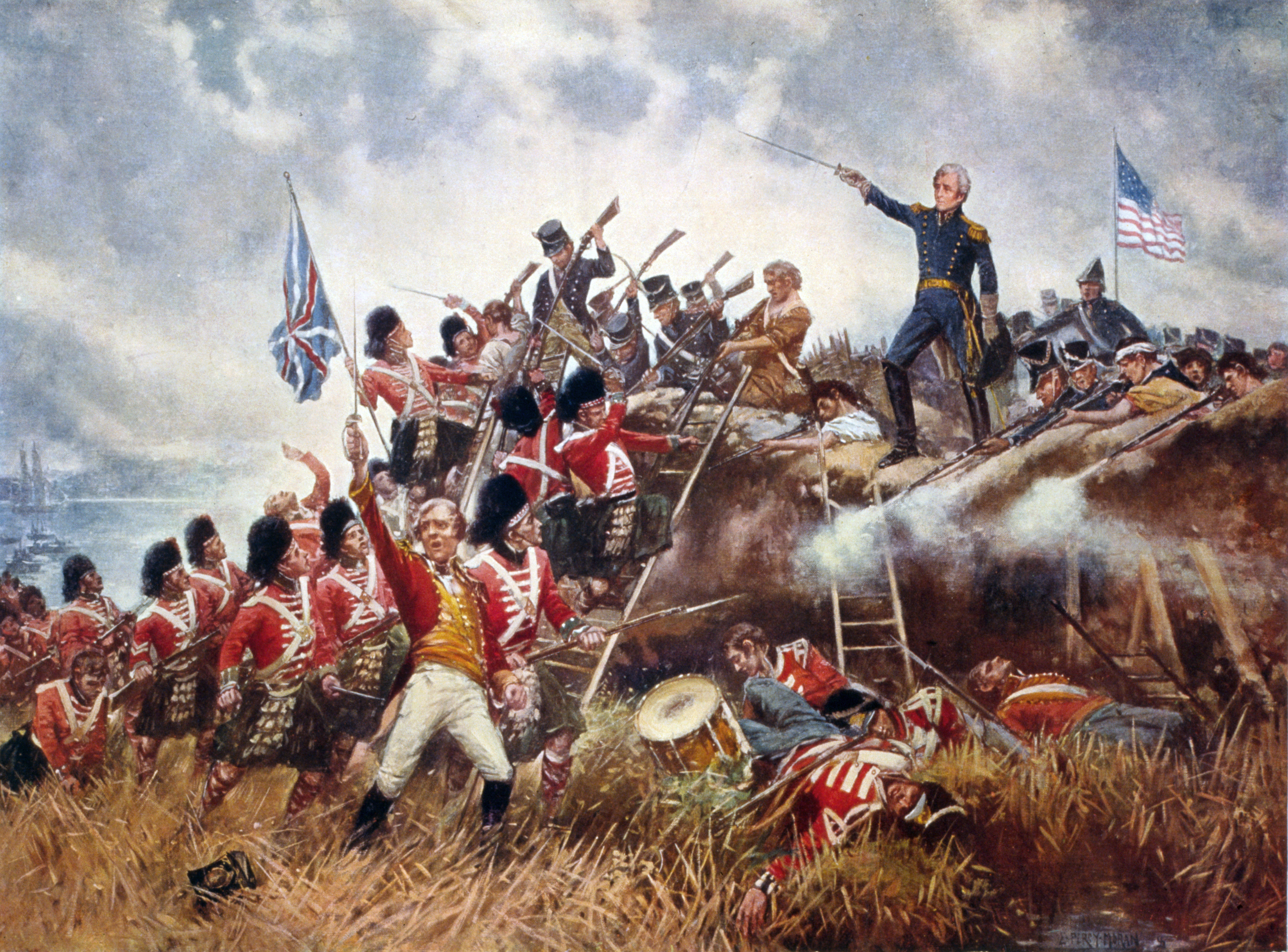
Slag bij New Orleans, recht Generaal Andrew Jackson - 1812

De oorlog van 1812 was de laatste keer dat de Amerikanen en de Britten tegenover elkaar zouden staan en er waren geen duidelijk winnaars en verliezers. De Amerikanen wisten Canada niet te veroveren maar wisten wel de lokale indianenstammen te verslaan en zo het noordwestterritorium in te nemen. De Britten werden meerdere keren verslagen en verdreven uit enkele steden die zij hadden ingenomen. In 1815 werd vrede gesloten waarbij de grondgebieden van de twee mogendheden werden hersteld naar de situatie voor 1812 en de Amerikanen toestemming kregen zich te vestigen in het noordwestterritorium.
Een van de grootste campagnes tegen de indianen vond plaats in Florida waar de Seminolen vanaf 1818 bijna 40 jaar weerstand boden tegen het Amerikaanse leger. Na drie oorlogen was de lokale bevolking verslagen en konden de overgebleven indianen verhuisd worden naar Oklahoma. Veelgebruikte technieken tegen indianenstammen zoals het vernietigen van de wintervoorraad (in Florida is geen winter) of het smeden van allianties met andere stammen (er waren geen andere stammen in Florida) konden niet worden toegepast wat leidde tot een langgerekt conflict.
De grootste impact aan de westelijke frontier had de Mexicaans-Amerikaanse Oorlog van 1846 tot 1848 waar de Amerikaanse overwinning zorgde voor een grote verschuiving van de Mexicaanse grens richting het zuiden. Delen van wat nu Californië, Nevada, Utah, Colorado, Arizona, Wyoming en New Mexico zijn werden onderdeel van de Verenigde Staten.

#### Amerikaanse Burgeroorlog

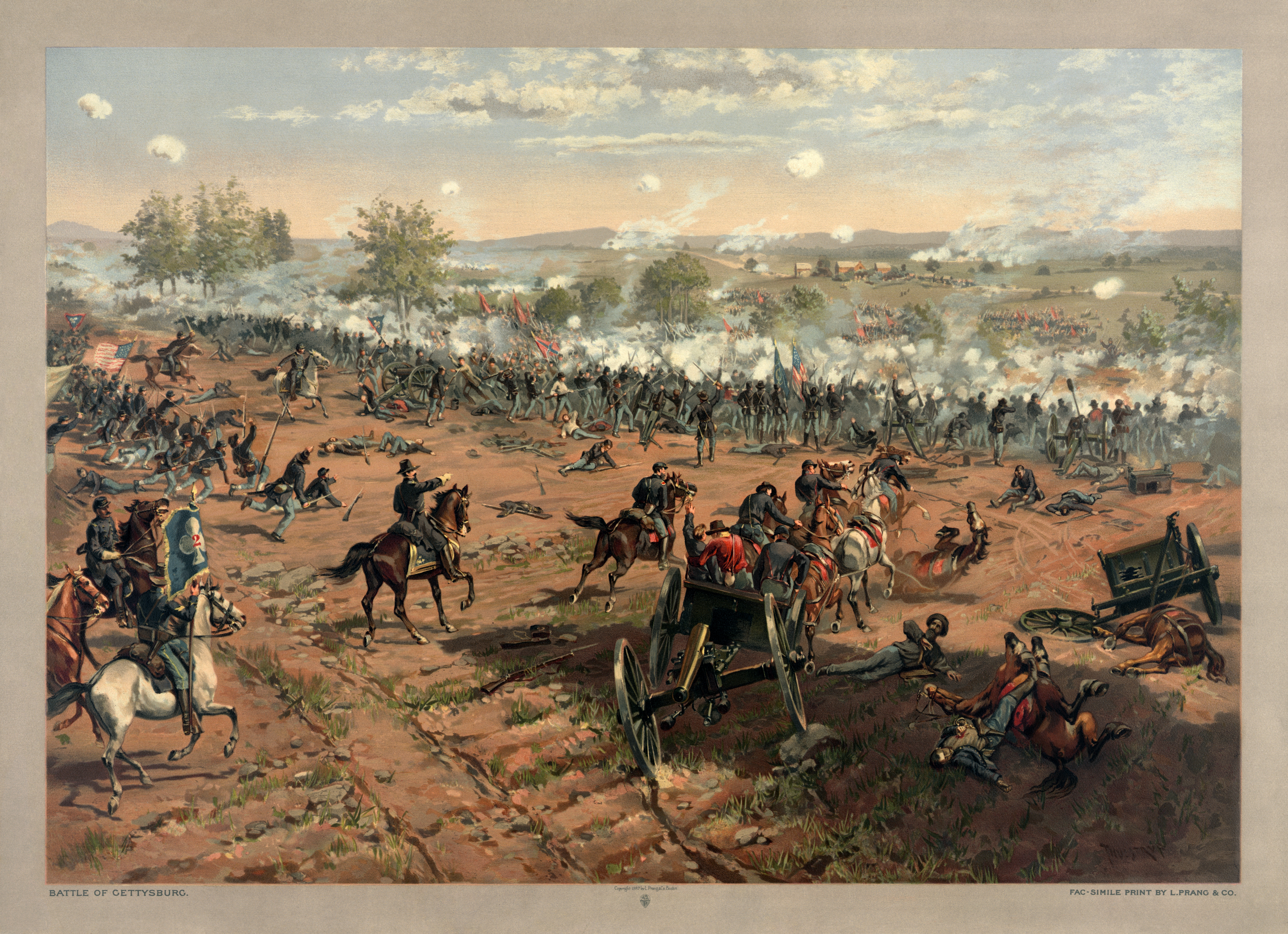
Slag bij Gettysburg, keerpunt in de Amerikaanse Burgeroorlog - 1863

De Amerikaanse Burgeroorlog zorgde voor een belangrijk splitsing in de Amerikaanse strijdkrachten. Een groot deel van de U.S. Army soldaten en officieren afkomstig uit de zuidelijke staten werden gerekruteerd voor het leger van de Geconfedereerde Staten van Amerika. Wat overbleef van de U.S. Army vocht voor de Unie, ookwel de Noordelijke staten genoemd. In geen ander conflict zijn meer Amerikaanse soldaten gesneuveld. In totaal lieten 620.000 mannen en vrouwen het leven in de oorlog die uiteindelijk door de Noordelijke staten gewonnen werd.

### Twintigste Eeuw
Ten tijde van de Mexicaanse Revolutie werd de U.S. Army ingezet om de zuidelijke grens met Mexico te bewaken. In 1916 viel Pancho Villa, een bekende rebellenleider, Columbus (New Mexico) aan. Hij werd verdreven en de Amerikanen gingen de grens met Mexico over voor vergelding. Dit leidde tot de Pancho Villa-expeditie die uiteindelijk onsuccesvol was.

#### Eerste Wereldoorlog

Twee U.S. Army soldaten rennen richting Duitse bunker - ca. 1917-1918

De Verenigde Staten gingen actief deelnemen aan de Eerste Wereldoorlog in 1917 en sloten zich aan bij de alliantie van de Geallieerden. Amerikaanse troepen werden naar het Westfront gestuurd om te strijden tegen de troepen van het Duitse Rijk. Met de wapenstilstand en uiteindelijke vrede in 1918 begon de U.S. Army zich weer terug te trekken van Europese bodem. De gevechten in de Eerste Wereldoorlog werden een belangrijk leerschool in de modernisatie van het Amerikaanse leger en legden een basis voor het leger dat deel zou nemen aan de Tweede Wereldoorlog.

#### Tweede Wereldoorlog

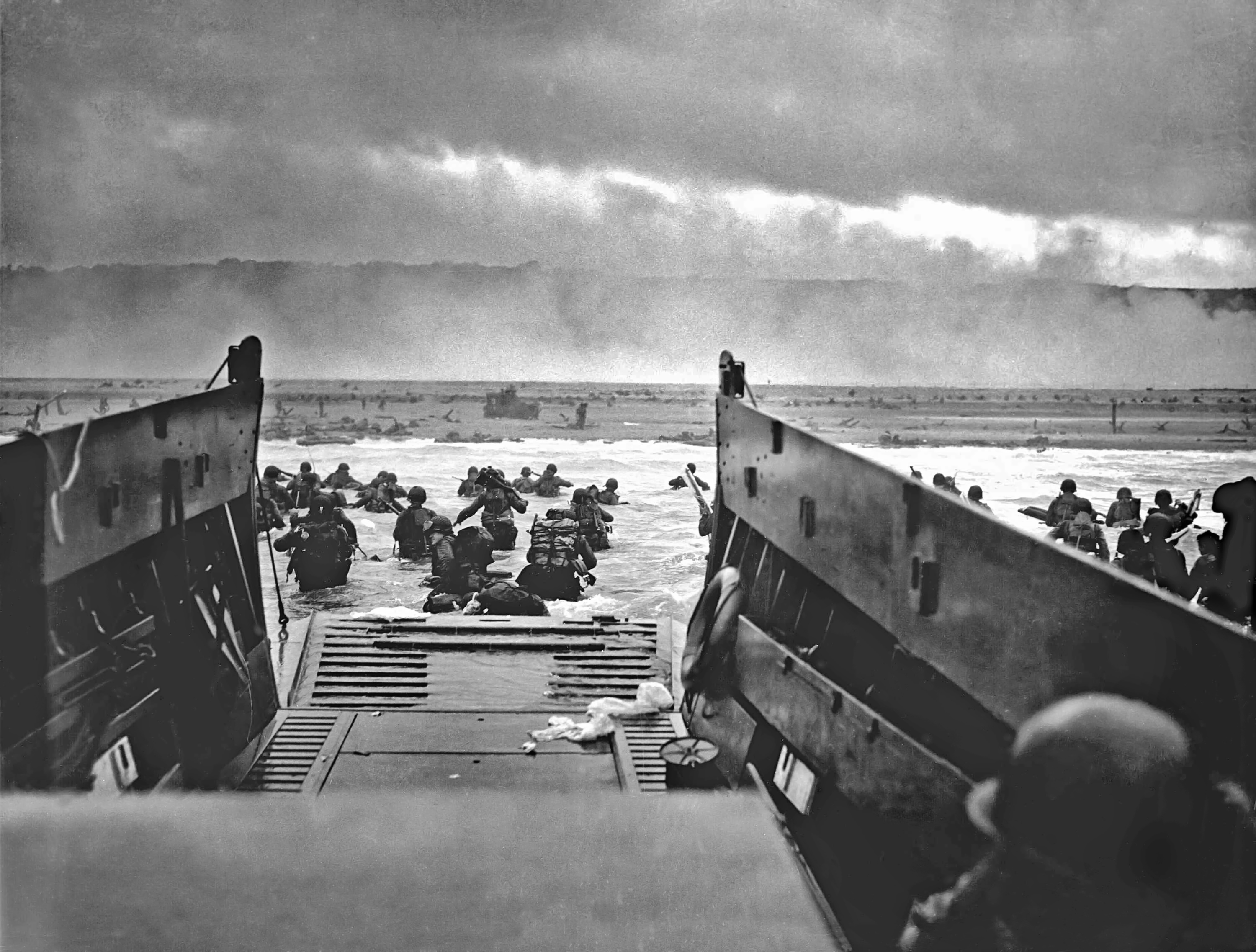
U.S. Army Eerste Divisie land op Normandië tijdens D-day - 6 juni 1944

In 1939 telde de U.S. Army naar schatting tussen de 174.000 en 200.000 actieve soldaten, minder dan bijvoorbeeld Portugal toentertijd. Met het aantreden van Generaal George Marshall als Army Chief of Staff in 1939 werd er een modernisatie en uitbreiding van het grondleger in werking gezet. Dit ter voorbereiding van een mogelijke oorlog met Duitsland dat op zijn eerste werkdag de oorlog had verklaard aan Polen.
Het duurde uiteindelijk tot december 1941 totdat de Amerikanen onderdeel werden van de Tweede Wereldoorlog na de Japanse aanval op Pearl Harbor. De daaropvolgende vier jaar zouden ongeveer 11 miljoen Amerikanen deel uitmaken van de diverse oorlogsactiviteiten. In Europa was de U.S. Army onder andere betrokken bij de herovering van Noord-Afrika, Sicilië en Italië. Zowel aan D-day, 6 juni 1944, als de daaropvolgende bevrijding van het Europese vasteland leverde de U.S. Army een grote bijdrage. In Azië vocht het U.S. Army samen met de United States Marine Corps om eilanden in de Grote Oceaan te veroveren op de Japanners.
Na de overgaven van zowel Japan en Duitsland werden in beide landen U.S. Army troepen gestationeerd als onderdeel van een bezettingsmacht. Twee jaar na het einde van de Tweede Wereldoorlog werd de oorlogsvoering in de lucht, die tot dan toe deel uitmaakte van de U.S. Army, afgesplitst en werd de United States Air Force opgericht.

#### Koude oorlog
Met de opdeling van Duitsland na de Tweede Wereldoorlog ontstond een oost-west-verdeling in de wereld die leidde tot de Koude Oorlog. Tegelijkertijd werd de U.S. Army actief in de Koreaanse Oorlog wat ervoor zorgen dat het aantal actieve soldaten flink werd uitgebreid zodat de Europese bondgenoten beschermd konden blijven. In Europa werd het aantal divisies verhoogd van een naar vier waarmee honderdduizenden troepen op Europese bodem bleven. Hoewel een aanval van de Sovjet-Unie uitbleef zou de U.S. Army pas in de jaren 90 de stationering in Europa significant afschalen.
De Koreaanse oorlog kwam voort uit de geplande annexatie van Zuid-Korea door Noord-Korea in juni 1950. De Sovjets trokken hun handen van het conflict en dit liet Amerika de kans om in het conflict te stappen. Met goedkeuring van de Verenigde Naties gingen honderdduizenden Amerikaanse soldaten naar Korea. Na drie jaar en de inmenging van China werd in juli 1953 een wapenstilstand afgesproken en werd de grens op de originele plek hersteld.

#### 1960-1970

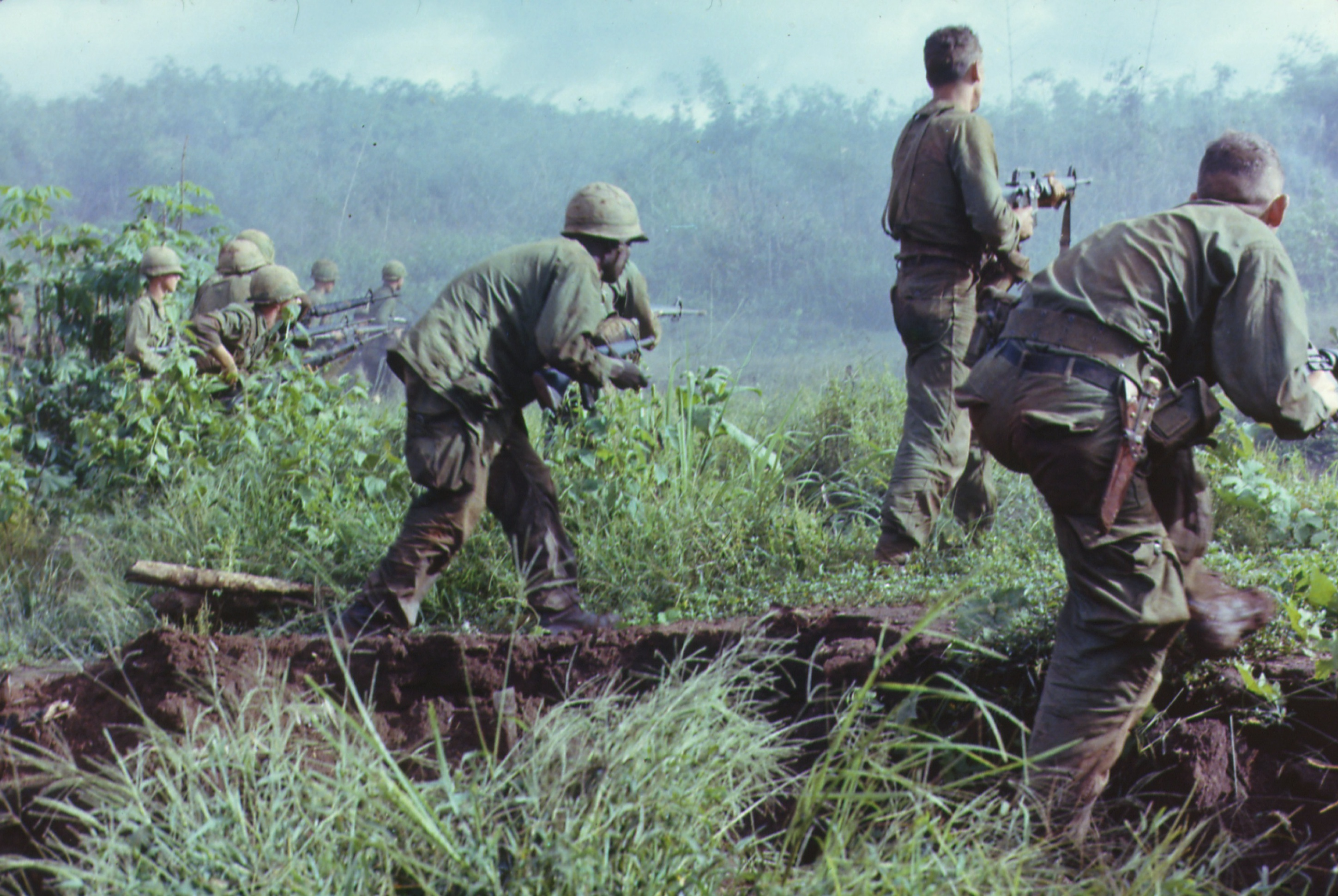
Amerikaanse soldaten vallen Vietcong-positie aan tijdens Vietnamoorlog - 1966

De Vietnamoorlog wordt vaak gezien als het dieptepunt voor de Amerikaanse strijdkrachten. Hoewel er geen grote veldslagen verloren werden hadden de Amerikanen geen passend antwoord op de guerrilla-tactieken van de Vietcong en het Noord-Vietnamese Leger. Er was in de Verenigde Staten grote weerstand tegen de oorlog waardoor veel meer gebruikgemaakt moest worden van dienstplichtigen omdat er niet genoeg professionele soldaten zich aanmeldden. Begin jaren 70 begon de Amerikaanse legerleiding met het afbouwen van de betrokkenheid in de Vietnamoorlog waarna in 1975 een einde kwam aan het langdurige conflict.

#### 1970-1990
De hoogstgeplaatste militair binnen de U.S. Army, Chief of Staff generaal Creighton Abrams, besloot in de nasleep van de Vietnamoorlog om enkele grote veranderingen aan te brengen in de structuur van de U.S. Army door middel van zijn Army Total Force Policy. Tot dan toe waren er drie distincte onderdelen: het reguliere legeronderdeel (Regular Army), de Nationale Garde (Army National Garde) en de reservisten (Army Reserve). Deze drie opereerden relatief zelfstandig en werden door Abrams veel nauwer vervlochten waardoor de Regular Army niet meer op missie kon worden gestuurd zonder inmenging van de andere twee onderdelen. Dit zou volgens Abrams moeten voorkomen dat de U.S. Army op missies wordt gestuurd waarvoor geen draagvlak is onder de bevolking.
De jaren 80 waren voornamelijk een periode van herorganisaties binnen de U.S. Army. De dienstplicht werd afgeschaft en met de vrijwillige soldaten werd meer gefocust op training en technologie. In de legertop werden ook veranderingen doorgevoerd door middel van de Goldwater-Nichols Act waardoor eenduidig leiding kon worden gegeven aan de verschillende onderdelen van het Amerikaanse leger.
in 1989 stond Duitsland aan de vooravond van haar hereniging en liep de Koude Oorlog op zijn einde. Dit leidde tot het besluit de mankracht van de U.S. Army behoorlijk omlaag te brengen. Uiteindelijk werden er plannen gemaakt om het aantal manschappen met 23% te verminderen, van 750.000 naar 580.000. Voor potentiële vertrekkers werden zaken als vervroegd pensioen en andere voordelen in het vooruitzicht gesteld.

#### 1990-2000

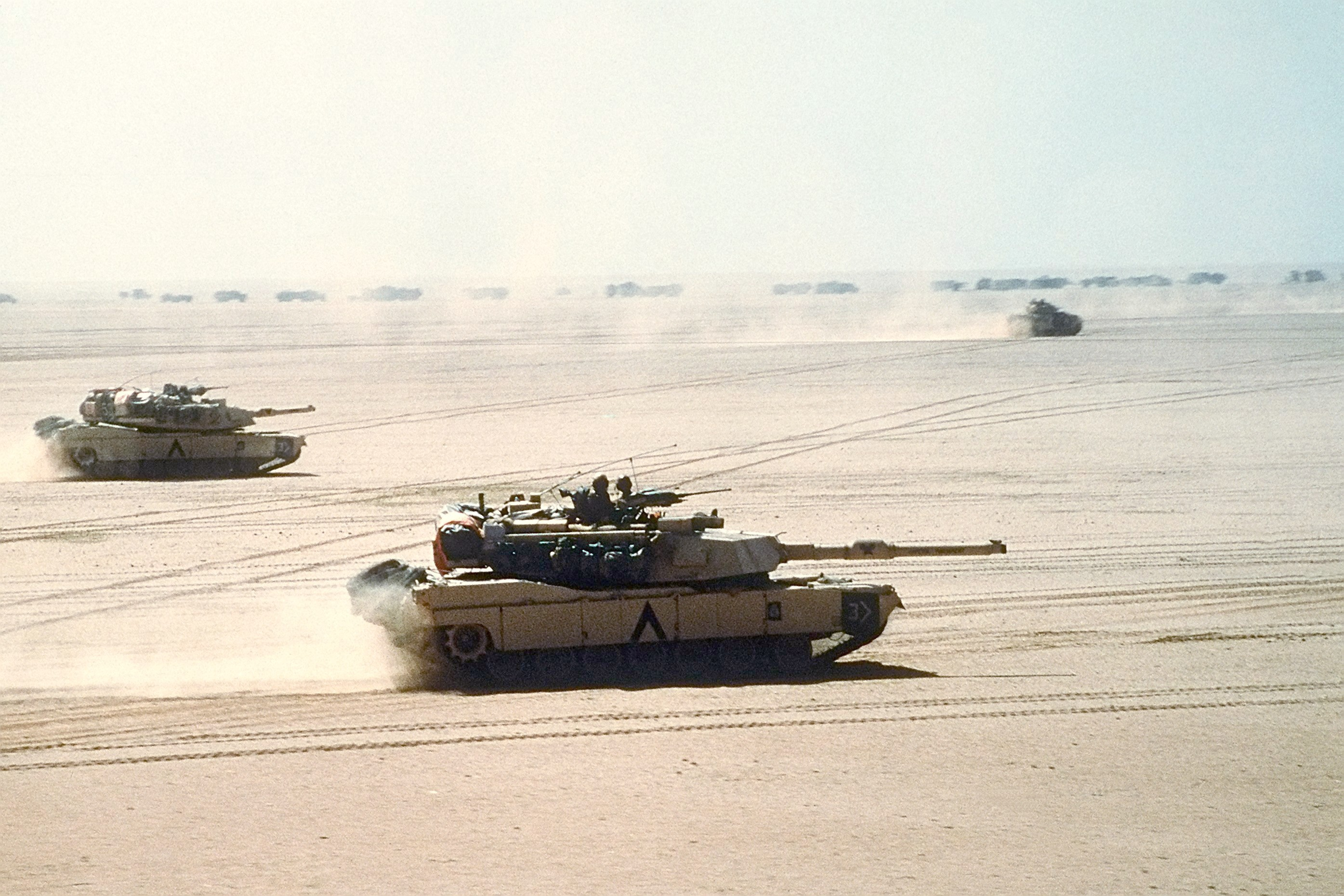
M1 Abrams tanks tijdens operatie Desert Storm - 15 februari 1991

In 1990 viel Irak zijn buurland Koeweit binnen en Amerikaanse troepen werden snel uitgezonden om bondgenoot Saoedi-Arabië te verdedigen. In januari 1991 begon operatie Desert Storm waarbij ongeveer 500.000 troepen, hoofdzakelijk U.S. Army, de Irakezen probeerden terug te dringen. De campagne eindigde in een overwinning voor de door de Amerikanen geleide coalitie. De relatief korte oorlog wordt herinnerd om de grote tank-veldslagen waarbij de M1 Abrams zijn intrede deed.

### Eenentwintigste Eeuw
Tijdens de aanslagen op 11 september 2001 kwamen 53 civiele U.S. Army medewerkers om het leven en 22 militairen toen vlucht 77 van American Airlines zich in het Pentagon boorde. In navolging van de aanslagen werd in oktober 2001 onder leiding van de NAVO Afghanistan binnengevallen om de Taliban te verdrijven. Twee jaar later had de U.S. Army de leiding over de inval in Irak waarbij president Saddam Hoessein werd verslagen en gevangengenomen. De missies in zowel Afghanistan en Irak zouden na de initiële fase veranderen van verovering naar vredehandhaving. Verspreid over de twee conflicten verloren ongeveer 6.000 U.S. Army soldaten het leven. Hoewel het Amerikaanse leger zich in 2011 terugtrok uit Irak is het conflict in Afghanistan nog altijd niet tot een einde gekomen.

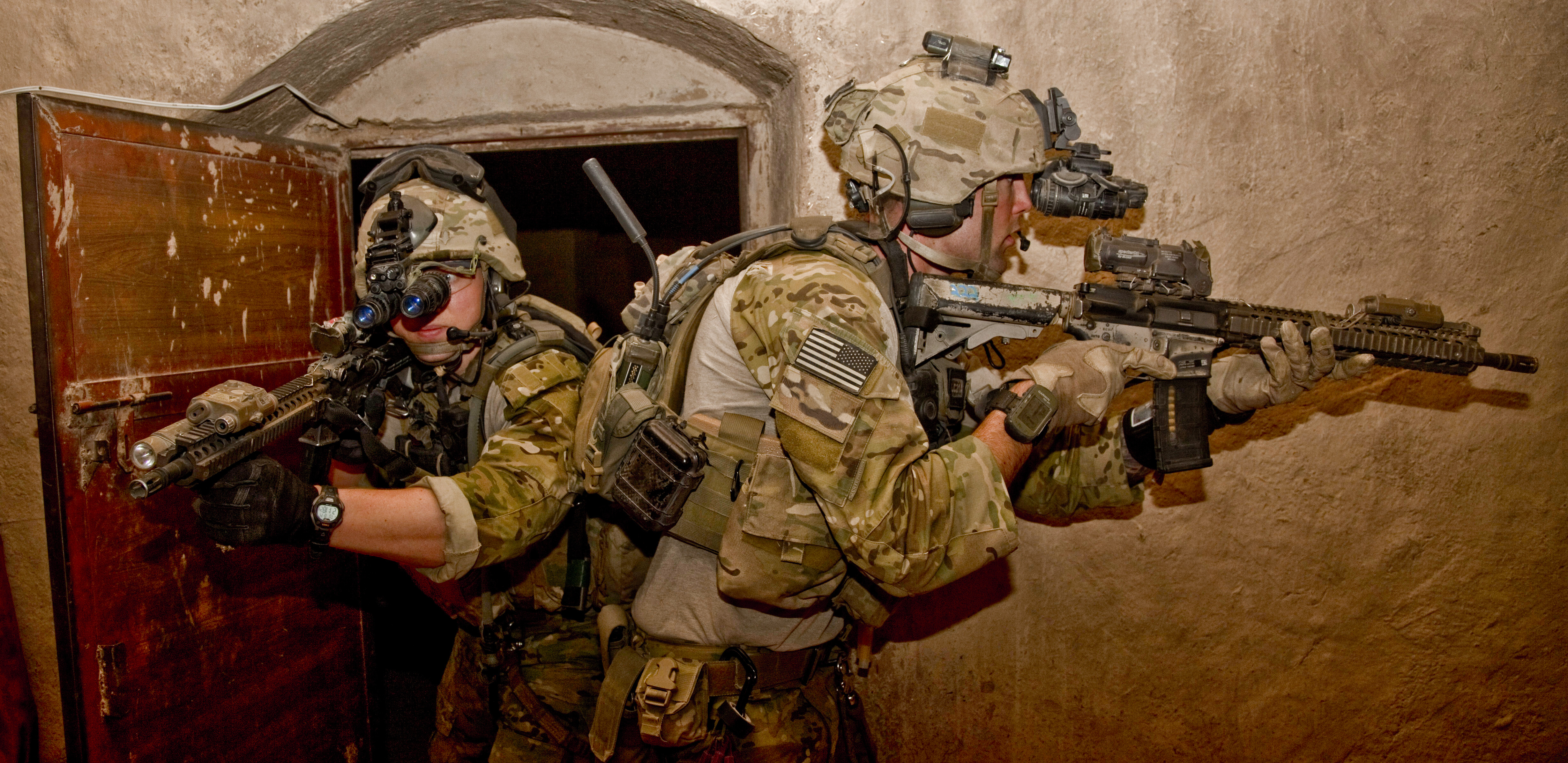
U.S. Army Rangers vallen ruimte binnen op zoek naar Talibanleider in Afghanistan - 26 augustus 2012

In 2009 werden nieuwe plannen gemaakt voor de modernisatie en inkrimping van de U.S. Army. Het Brigade combat team Modernization plan moest ervoor zorgen dat soldaten beter toegang kregen tot informatie en die informatie beter konden toepassen op het slagveld. Er werd drastisch gesneden in het budget van de U.S. Army waardoor projecten op pauze kwamen te staan en materieel werd afgestoten zoals honderden Bell OH-58 Kiowa helicopters.

## Organisatie
Gedurende de geschiedenis van de U.S. Army is de omvang van de troepenmacht altijd teruggebracht in tijden van vrede. Wanneer nodig kon er worden opgeschaald door middel van vrijwillige reserves. De specifieke opzet is in de loop der jaren meerdere keren veranderd maar in de basis gelijk gebleven. De U.S. Army bestaat uit 3 verschillende onderdelen:

### Regular Army
De Regular Army bestaat uit fulltime professionele troepen die in vaste dienst zijn van de Amerikaanse overheid. In 2019 lag de totale mankracht van de Regular Army op 483.000 soldaten.

### Army Reserve
De Army Reserve bestaat uit part-time soldaten die normaliter een keer per maand trainen tijdens zogenaamde battle assemblies. Daarnaast zijn er jaarlijkse trainingen van twee tot drie weken. Soldaten in de Army Reserve vallen direct onder de federale regering en zijn direct oproepbaar. In 2019 lag de totale mankracht van de Army Reserve op 335.000 soldaten.

### Army National Guard
Soldaten in de Army National Guard zijn ook part-time actief en volgen hetzelfde trainingsschema als de Army Reserve. Groot verschil is dat de National Guard valt onder de staat waarin de eenheid is gestationeerd en verantwoording aflegt aan de respectievelijke gouverneur. De President van de Verenigde Staten heeft echter de mogelijkheid om de National Guard onder federaal gezag te stellen en in dienst van de nationale overheid te plaatsen, zelfs als dit in gaat tegen de wensen van de gouverneur. In 2019 lag de totale mankracht van de Army National Guard op 190.000 soldaten.

## U.S. Army Afdelingen en Functies
Alle U.S. Army medewerkers (militair en civiel) vallen ofwel onder een van de afdelingen (branch) of een specifiek functiegebied (functional area). Elke afdeling beschikt over officieren, onderofficieren en soldaten terwijl functies uitsluitend uit officieren bestaan. Hieronder een overzicht van de afdelingen en functies binnen de U.S. Army:
| Afdelingen                                          | Afdelingen                                 | Afdelingen                           | Afdelingen                                | Afdelingen                                 | Afdelingen                                |
| Branch (origineel EN)                               | Afdeling (vertaling en/of omschrijving NL) | Insigne                              | Branch (origineel EN)                     | Afdeling (vertaling en/of omschrijving NL) | Insigne                                   |
| --------------------------------------------------- | ------------------------------------------ | ------------------------------------ | ----------------------------------------- | ------------------------------------------ | ----------------------------------------- |
| Acquisition Corps (AC)                              | Acquisitie Korps                           |                                      | Air Defense Artillery (AD)                | Luchtverdedigingsartillerie                |                                           |
| Adjutant General's Corps (AG) Incl. Army Bands (AB) | Adjudanten Korps                           |                                      | Armor (AR) Incl. Cavalry (CV)             | Gepantserde Oorlogsvoering                 |                                           |
| Aviation (AV)                                       | Luchtvaart                                 |                                      | Civil Affairs Corps (CA)                  | Civiele Zaken                              |                                           |
| Chaplain Corps (CH)                                 | Geestelijke verzorging                     |                                      | Chemical Corps (CM)                       | Chemisch Korps                             |                                           |
| Cyber Corps (CY)                                    | Cyber Korps                                |                                      | Dental Corps (DC)                         | Tandheelkundig Korps                       |                                           |
| Corps of Engineers (EN)                             | Genie                                      |                                      | Field Artillery (FA)                      | Veldartillerie                             |                                           |
| Finance Corps (FI)                                  | Financiën                                  |                                      | Infantry (IN)                             | Infanterie                                 |                                           |
| Inspector General                                   | Inspecteur Generaal                        |                                      | Logistics                                 | Logistiek                                  |                                           |
| Judge Advocate General's Corps (JA)                 | Juridisch Korps                            |                                      | Military Intelligence Corps (MI)          | Militaire Inlichtingendienst               |                                           |
| Medical Corps (MC)                                  | Medisch Korps                              |                                      | Medical Service Corps (MS)                | Medische Ondersteuning                     |                                           |
| Military Police Corps (MP)                          | Militaire Politie Korps                    |                                      | Army Nurse Corps (AN)                     | Verpleegkundig Korps                       |                                           |
| Psychological Operations (PO)                       | Psychologische Operaties                   |                                      | Medical Specialist Corps (SP)             | Medisch Specialisten Korps                 |                                           |
| Quartermaster Corps (QM)                            | Kwartiermeester Korps                      |                                      | Staff Specialist Corps (SP)               | Personeelsondersteuning                    |                                           |
| Special Forces (SF)                                 | Speciale Eenheid                           |                                      | Ordnance Corps (OD)                       | Munitie Korps                              |                                           |
| Veterinary Corps (VC)                               | Veterinair Korps                           |                                      | Public Affairs (PA)                       | Publiekszaken                              |                                           |
| Transportation Corps (TC)                           | Transport Korps                            |                                      | Signal Corps (SC)                         | Communicatie                               |                                           |
| Functiegebieden                                     |                                            |                                      |                                           |                                            |                                           |
| Functional Area (origineel EN)                      | Functional Area (origineel EN)             | Functional Area (origineel EN)       | Functie (vertaling en/of omschrijving NL) | Functie (vertaling en/of omschrijving NL)  | Functie (vertaling en/of omschrijving NL) |
| Information Network Engineering                     | Information Network Engineering            | Information Network Engineering      | Informatietechniek                        | Informatietechniek                         | Informatietechniek                        |
| Information Operations                              | Information Operations                     | Information Operations               | Informatievoorziening                     | Informatievoorziening                      | Informatievoorziening                     |
| Strategic Intelligence                              | Strategic Intelligence                     | Strategic Intelligence               | Strategische Inlichtingen                 | Strategische Inlichtingen                  | Strategische Inlichtingen                 |
| Space Operations                                    | Space Operations                           | Space Operations                     | Buitenaardse Operaties                    | Buitenaardse Operaties                     | Buitenaardse Operaties                    |
| Public Affairs Officer                              | Public Affairs Officer                     | Public Affairs Officer               | Officier Openbare Aangelegenheden         | Officier Openbare Aangelegenheden          | Officier Openbare Aangelegenheden         |
| Academy Professor                                   | Academy Professor                          | Academy Professor                    | Militair Professor                        | Militair Professor                         | Militair Professor                        |
| Foreign Area Officer                                | Foreign Area Officer                       | Foreign Area Officer                 | Officier Buitenlandzaken                  | Officier Buitenlandzaken                   | Officier Buitenlandzaken                  |
| Operations Research/Systems Analysis                | Operations Research/Systems Analysis       | Operations Research/Systems Analysis | Onderzoek Operationele Systemen           | Onderzoek Operationele Systemen            | Onderzoek Operationele Systemen           |
| Force Management                                    | Force Management                           | Force Management                     | Eenheden & Materieel Management           | Eenheden & Materieel Management            | Eenheden & Materieel Management           |
| Acquisition                                         | Acquisition                                | Acquisition                          | Acquisitie                                | Acquisitie                                 | Acquisitie                                |
| Simulation Operations                               | Simulation Operations                      | Simulation Operations                | Operationele Simulatie                    | Operationele Simulatie                     | Operationele Simulatie                    |
| Army Marketing                                      | Army Marketing                             | Army Marketing                       | U.S. Army Marketing                       | U.S. Army Marketing                        | U.S. Army Marketing                       |
| Health Services                                     | Health Services                            | Health Services                      | Gezondheidsdienst                         | Gezondheidsdienst                          | Gezondheidsdienst                         |
| Laboratory Sciences                                 | Laboratory Sciences                        | Laboratory Sciences                  | Laboratorium                              | Laboratorium                               | Laboratorium                              |
| Preventive Medicine Sciences                        | Preventive Medicine Sciences               | Preventive Medicine Sciences         | Preventieve Medische Wetenschappen        | Preventieve Medische Wetenschappen         | Preventieve Medische Wetenschappen        |
| Behavioral Sciences                                 | Behavioral Sciences                        | Behavioral Sciences                  | Gedragswetenschappen                      | Gedragswetenschappen                       | Gedragswetenschappen                      |

### Andere Afdelingsinsignes
| Speciale Insignes           | Speciale Insignes                 | Speciale Insignes |
| Originele Naam/Titel        | Vertaling Naam/Titel              | Insigne           |
| --------------------------- | --------------------------------- | ----------------- |
| National Guard Bureau       | Bureau van de National Guard      |                   |
| Chaplain Candidate          | Geestelijk Verzorger in Opleiding |                   |
| General Staff               | Algemene Personeelsinsigne        |                   |
| Officer Candidate           | Officier in Opleiding             |                   |
| U.S. Military Academy Staff | Opleidingspersoneel               |                   |
| Warrant Officer Candidate   | Onderofficier in opleiding        |                   |
| Adjudanteninsignes          |                                   |                   |
|                             |                                   |                   |

## Gezagsstructuur
Aan het hoofd van de U.S. Army staat een civiele minister met de titel 'secretary of the army', deze persoon heeft de volledige zeggenschap over alle U.S. Army-gerelateerde zaken die vallen onder het Amerikaanse ministerie van Defensie. Deze persoon legt verantwoording af aan de minister van defensie. De chief of staff of the army is de hoogstgeplaatste militair en is de belangrijkste adviseur voor de secretary of the army. De chief of staff of the army is ook onderdeel van de Joint Chiefs of Staff, het hoogste militaire adviesorgaan binnen het Amerikaanse leger. In de rol van Commander in Chief heeft de President van de Verenigde Staten uiteindelijk het laatste woord over alle zaken aangaande de U.S. Army en de andere onderdelen van het Amerikaanse leger.

### Commando's
De U.S. Army is opgedeeld in een zogenaamde commando-structuur waarbij er vier centrale commando units zijn, tien operationele commando's (Service Components) en twaalf direct reporting units. Allen rapporten direct aan het United States Department of the Army in het Ministerie van Defensie.
| U.S. Army Commando                                             | Locatie Hoofdkwartier                       | Insigne |
| -------------------------------------------------------------- | ------------------------------------------- | ------- |
| United States Army Forces Command (FORSCOM)                    | Fort Liberty, North Carolina                |         |
| United States Army Futures Command (AFC)                       | Austin, Texas                               |         |
| United States Army Materiel Command (AMC)                      | Redstone, Alabama                           |         |
| United States Army Training and Doctrine Command (TRADOC)      | Fort Eustis, Virginia                       |         |
| U.S. Army Service Commando                                     | Locatie Hoofdkwartier                       | Insigne |
| United States Army Africa (USARAF)                             | Vicenza, Italië                             |         |
| United States Army Central (USARCENT)                          | Shaw Air Force Base, Sumter, South Carolina |         |
| United States Army North (USARNORTH)                           | Fort Sam, Houston, Texas                    |         |
| United States Army South (USARSOUTH)                           | Fort Sam, Houston, Texas                    |         |
| United States Army Europe (USAREUR)                            | Wiesbaden, Duitsland                        |         |
| United States Army Pacific (USARPAC)                           | Fort Shafter, Hawaii                        |         |
| United States Army Special Operations Command (USASOC)         | Fort Liberty, North Carolina                |         |
| Military Surface Deployment and Distribution Command (SDDC)    | Scott Air Force Base, Illinois              |         |
| United States Army Space and Missile Defense Command (USASMDC) | Huntsville, Alabama                         |         |
| United States Army Cyber Command (USARCYBER)                   | Fort Belvoir, Virginia                      |         |
| U.S. Army Direct Reporting Units                               | Locatie Hoofdkwartier                       | Insigne |
| United States Army Medical Command (MEDCOM)                    | Fort Sam, Houston, Texas                    |         |
| United States Army Intelligence and Security Command (INSCOM)  | Fort Belvoir, Virginia                      |         |
| United States Army Criminal Investigation Command (USACIDC)    | Quantico, Virginia                          |         |
| United States Army Human Resources Command (HRC)               | Fort Knox, Kentucky                         |         |
| United States Army Corps of Engineers (USACE)                  | Washington D.C.                             |         |
| United States Army District of Washington (MDW)                | Fort McNair, Washington D.C.                |         |
| United States Army Test and Evaluation Command (ATEC)          | Aberdeen, Maryland                          |         |
| United States Military Academy (USMA)                          | West Point, New York                        |         |
| United States Army Acquisition Support Center (USAASC)         | Fort Belvoir, Virginia                      |         |
| United States Army War College                                 | Carlisle, Pennsylvania                      |         |
| Arlington National Cemetery                                    | Arlington, Virginia                         |         |
| United States Army Civilian Human Resources Agency             | Aberdeen, Maryland                          |         |

### Gevechtseenheden
Het grootste deel van de militairen valt onder het FORSCOM commando dat zijn hoofdkwartier heeft in Fort Bragg, North Carolina. Sommige legeronderdelen hebben geen actieve divisies of regimenten maar kunnen ten tijde van nood of oorlog worden aangevuld met de benodigde eenheden.
| Eenheden onder FORSCOM commando    | Eenheden onder FORSCOM commando                                                                                     |
| Korps                              | Eenheden |
| ---------------------------------- | --- |
| I Corps                            | - 7e Infanterie Divisie - 25e Infanterie Divisie                                                                    |
| III Corps                          | - 1e Pantser Divisie - 1e Cavalerie Divisie - 1e Infanterie Divisie - 3e Cavalerie Regiment - 4e Infanterie Divisie |
| V Corps                            | Geen toegewezen eenheden                                                                                            |
| XVIII Airborne Corps               | - 3e Infanterie Divisie - 10e Bergdivisie - 82e Airborne Divisie - 101e Airborne Divisie                            |
| First Army                         | Geen toegewezen eenheden                                                                                            |
| United States Army Reserve Command | Geen toegewezen eenheden                                                                                            |

| Eenheden onder Army National Guard |
| --- |
| - 28e Infanterie Divisie - 29e Infanterie Divisie - 34e Infanterie Divisie - 35e Infanterie Divisie - 36e Infanterie Divisie - 38e Infanterie Divisie - 40e Infanterie Divisie - 42e Infanterie Divisie |

| Eenheden onder USASOC Commando |
| --- |
| - 1st Special Forces Commando - Army Special Operations Luchtvaart Commando - 75e Rangers Regiment - John F. Kennedy Special Warfare Center and School - 1st Special Forces Operational Detachment - Delta |

| Eenheden onder andere commando's | Eenheden onder andere commando's                             |
| Commando                         | Eenheden                                                     |
| -------------------------------- | ------------------------------------------------------------ |
| U.S. Army Europa                 | - 2e Cavalerie Regiment - 173e Airborne Brigade Gevechtsteam |
| 8e Leger (Zuid-Korea)            | - 2e Infanterie Divisie                                      |

## Personeel
Hieronder een overzicht van de rangen binnen de U.S. Army en hun bijbehorende NAVO-designatie.

### Officieren
Er zijn meerdere paden die kunnen leiden naar een officiers-rang waaronder een opleiding aan een van de Amerikaanse militaire academies, promotie vanuit een lagere rang en directe aanwijzing. Hoe de persoon de rang ook behaald, de rang-decoratie is hetzelfde. Directe aanwijzing gebeurt voornamelijk bij specialistische functies zoals artsen, zusters/broeders, advocaten en geestelijk verzorgers. In 1980 werd een wet aangenomen die bepaalt hoeveel officieren in elke rang actief mogen zijn.
Hoewel er vijf generaals-rangen zijn dienen deze allen hetzelfde te worden aangesproken, als "Generaal (achternaam)". In vredestijd is er normaliter geen generaal met vijf sterren maar de regels staan toe dat het Amerikaanse Congress deze aanwijst in tijden van nood. De laatste keer dat dit gebeurde was in 1950 toen Omar Bradley de vijfde ster kreeg toegewezen tijdens de Koreaoorlog.
In theorie kan er ook een generaal met zes sterren zijn, een zogenaamde 'General of the Armies' die qua rang boven alle militairen in alle Amerikaanse krijgsmachtsdelen zou staan. In werkelijkheid heeft slechts een actieve militair deze rang gedragen, generaal John Pershing tijdens de Eerste Wereldoorlog.
| Insignia  |                   |                  |         |       |                    |         |                   |               |                    |         |                     |  |
| Titel     | Second lieutenant | First lieutenant | Captain | Major | Lieutenant colonel | Colonel | Brigadier general | Major general | Lieutenant general | General | General of the Army |  |
| Afkorting | 2LT               | 1LT              | CPT     | MAJ   | LTC                | COL     | BG                | MG            | LTG                | GEN     | GA                  |  |
| NAVO-code | OF-1              | OF-1             | OF-2    | OF-3  | OF-4               | OF-5    | OF-6              | OF-7          | OF-8               | OF-9    | OF-10               |  |

### Warrant Officers
Een warrant officer is een type officier die valt tussen de officieren en de onderofficieren. Doorgaans zijn warrant officers specialisten in een specifiek vakgebied. Er zijn twee hoofdzakelijke vakgebieden waarin warrant officers dienen, als technisch specialisten of als piloten.
| Insignia  |                   |                         |                         |                         |                         |
| Title     | Warrant Officer 1 | Chief Warrant Officer 2 | Chief Warrant Officer 3 | Chief Warrant Officer 4 | Chief Warrant Officer 5 |
| Afkorting | WO1               | CW2                     | CW3                     | CW4                     | CW5                     |
| NAVO-code | WO-1              | WO-2                    | WO-3                    | WO-4                    | WO-5                    |

### Manschappen en Onderofficieren
In het Amerikaanse leger worden onderofficieren aangeduid als NCO (non-commissioned officer). Zij vormen samen met de manschappen het enlisted personeel.
| Insignia       | Geen insignia |         |                     |            |          |          |                |                      |                 |                |                |                        |                            |                                         |
| Title          | Private       | Private | Private First Class | Specialist | Corporal | Sergeant | Staff Sergeant | Sergeant First Class | Master Sergeant | First Sergeant | Sergeant Major | Command Sergeant Major | Sergeant Major of the Army | Senior Enlisted Advisor to the Chairman |
| Abbreviation   | PV1 ¹         | PV2 ¹   | PFC                 | SPC ²      | CPL      | SGT      | SSG            | SFC                  | MSG             | 1SG            | SGM            | CSM                    | SMA                        | SEAC                                    |
| NAVO-afkorting | OR-1          | OR-2    | OR-3                | OR-4       | OR-4     | OR-5     | OR-6           | OR-7                 | OR-8            | OR-8           | OR-9           | OR-9                   | OR-9                       | OR-9                                    |

### Training

#### Basic Combat Training
Alle nieuwe rekruten beginnen hun carrière in de U.S. Army met Basic Combat Training. Deze tien weken durende periode wordt gewerkt aan discipline en basisvaardigheden zoals patrouille lopen, navigatie over land, marcheren en de eerste gevechts- en schietoefeningen. Na afloop gaat de meerderheid over in een individueel trainingsprogramma op basis van de specialisatie van de rekruut. De duur van deze zogenaamde Advanced Individual Training is minimaal vier weken maar kan in sommige gevallen tot een jaar in beslag nemen.
Basic Combat Training vindt plaats op vier verschillende kazernes:
- Fort Benning in Columbus, Georgia
- Fort Jackson in Columbia, South Carolina
- Fort Leonard Wood in St. Robert, Missouri
- Fort Sill in Lawton, Oklahoma

Infanterie-rekruten gaan naar een uitgebreide versie van de Basic Combat Training genaamd One Station Unit Training die 22 in plaats van 10 weken in beslag neemt waarbij extra focus wordt gelegd op gevechtsonderdelen.
Na het volbrengen van de Basic Combat Training mag een rekruut zichzelf soldaat noemen en kan hij/zij worden ingezet in gevechtssituaties.

#### Army Combat Fitness Test
Vanaf oktober 2020 zal een herziene versie van de Army fitnesstest worden ingevoerd. Dit is een fitnesstest die voor alle militairen in de U.S. Army hetzelfde zal zijn en hetzelfde zal worden gescoord, ongeacht geslacht of leeftijd. Dit is een grote verandering ten opzichte van de voorgaande fitnesstest. De grens waarbij een soldaat slaagt voor de test zal wel op drie verschillende niveaus komen te liggen afhankelijk van de positie die de soldaat bekleed. De Army Combat Fitness Test bestaat uit:
- 3x Deadlift, minimaal 64 kg, maximaal 150 kg. Score naar gewicht
- Medicijnbal van 4,5 kg achterwaarts over het hoofd gooien. Score naar afstand
- 2 minuten pushups waarbij de handen elke herhaling in de lucht moeten worden gehouden. Score naar aantal repetities
- 250 meter shuttle run op baan van 25 meter waarbij gewichten moeten worden gesleept en gedragen. Score naar tijd
- 2 minuten beenlifts terwijl de soldaat aan een rek hangt. Score naar aantal repetities
- 3,2 km hardlopen. Score naar tijd

De maximale score is 600 punten. Alle militairen in fulltime actieve dienst worden geacht de test tweemaal per jaar te doen en te halen. Reserves en leden van de National Guard diende de test eenmaal per jaar te voldoen.

## Uitrusting
Tijdens recente evaluaties zijn zes onderdelen van de U.S.Army-uitrusting aangewezen waar uitgebreid gemoderniseerd moet gaan worden. Dit zijn de artillerie, grondvoertuigen, vliegtuigen, digitaal netwerk, raketbescherming en doeltreffendheid grondtroepen.

### Individuele vuurwapens
De U.S. Army gebruikt meerdere soorten vuurwapens voor soldaten, zowel voor verdediging als aanvalsdoeleinden. Het meest gebruikte model is de M4 Carbine, een compacte versie van de M16. Daarnaast hebben de Army Rangers de beschikking over een FN SCAR. De Beretta M9 is het standaardpistool van de U.S. Army maar het SIG Sauer P228/M11 wordt ook gebruikt. Deze moeten op termijn beiden vervangen worden door de Sig Sauer P320, ookwel bekend als de M17. Naast vuurwapens zijn soldaten doorgaans ook uitgerust met een of meerdere handgranaten zoals de M67 fragmentatiegranaat en de M18 rookgranaat.
Naast de standaardwapens zijn specialistische eenheden met een breed scala aan wapens uitgerust zoals de M249 SAW die gebruikt worden om een eenheid van dekkingsvuur te voorzien. Indirecte vuurkracht wordt geleverd door een M320 granaatwerper die aan een M4 of M16 gekoppeld kan worden. Voor gevechten op zeer korte afstand kunnen troepen beschikken over een M1014 of Mossberg 590 hagelgeweer. Sluipschutters gebruiken een M107, M2010 of M110 langeafstandsgeweer.

### Groepsbediende vuurwapens
Voor zwaar geschut op een langere afstand worden verscheidene wapens gebruikt die niet door een enkele soldaat bediend kunnen worden.
Het M240 machinegeweer is het standaard materieel voor ondersteuning op de middellange afstand. Daarnaast wordt het Browning M2 machinegeweer doorgaans gebruikt als dakgeschut op voertuigen. Ook de 40 mm granaatwerper MK19 wordt meestal op voertuigen gebruikt. 
Voor indirecte ondersteuning gebruikt de U.S. Army drie soorten mortieren. De kleinste is de 60 mm grote M224. Een stap hoger staat de 81 mm M252 mortier die doorgaans wordt gebruikt om grotere groepen soldaten te ondersteunen. De grootste mortier in de uitrusting van de U.S. Army is de M120/M121 die met een diameter van 120 mm doorgaans vanaf een rijdende constructie wordt afgeschoten.
Uitgebreidere ondersteuning voor grondeenheden kan worden gegeven door houwitsers waaronder de 105 mm grote M119A1 en 155 mm M777 en door MLRS en HIMARS-raketartillerie.
Sommige infanterieunits zijn uitgerust met raketten die vanaf de schouder afgeschoten kunnen worden. De AT-4 vuurt een ongestuurd projectiel dat in staat is bepantsering binnen te dringen of om bunkers uit te schakelen tot een afstand van 500 meter. De FIM-92 Stinger vuurt warmtezoekende raketten, hoofdzakelijk om vliegtuigen en helikopters uit te schakelen. Warmtezoekende anti-tank-raketten kunnen worden afgevuurd met de FGM-148 Javelin en de BGM-71 TOW.

### Voertuigen
De U.S. Army beschikt over een grote vloot aan voertuigen. Om deze voertuigen naar conflictgebieden te vervoeren wordt uitgebreid samengewerkt met de United States Air Force en de United States Navy.
| Naam | Afbeelding                   | Origine                      | Aantal in gebruik                                               | Opmerkingen |
| Multipurpose Wheeled Vehicle | Multipurpose Wheeled Vehicle | Multipurpose Wheeled Vehicle | Multipurpose Wheeled Vehicle                                    | Multipurpose Wheeled Vehicle |
| --- | ---------------------------- | ---------------------------- | --------------------------------------------------------------- | --- |
| High Mobility Multipurpose Wheeled Vehicle (Humvee) |                              | Verenigde Staten             | 100.000                                                         | In totaal 281.000 geproduceerd. Van de nog actieve Humvee's is ongeveer 40% gepantserd.                                                                                   |
| Light Strike Vehicle |                              | Verenigde Staten             | Onbekend                                                        | Voornamelijk gebruikt door Special Forces vanwege snelheid en wendbaarheid.                                                                                               |
| Oshkosh L-ATV |                              | Verenigde Staten             | 53.582 (gepland)                                                | Zal deel van de Humvee-vloot vervangen. Zal ook gebruikt worden door de United States Marine Corps.                                                                       |
| Ranger Special Operations Vehicle |                              | Verenigd Koninkrijk          | 60                                                              | Gebaseerd op de Land Rover Defender |
| Vrachtwagens |                              |                              |                                                                 | |
| M939 |                              | Verenigde Staten             | 25.000                                                          | Zullen uiteindelijke allen vervangen worden door de FMTV. |
| Family of Medium Tactical Vehicles (FMTV) |                              | Verenigde Staten             | 108.800 (verspreid over gehele Amerikaanse strijdkrachten)      | |
| Heavy Expanded Mobility Tactical Truck (HEMTT) |                              | Verenigde Staten             | >27.000 (gedeeld tussen U.S. Army en U.S. Air Force)            | |
| Oshkosh M1070 |                              | Verenigde Staten             | 4079 (geleverd, onduidelijk hoeveel nog in actieve dienst zijn) | Ook gebruikt in U.S. Air Force. Maximaal laadgewicht 63.560 kg. |
| Gepantserde Voertuigen |                              |                              |                                                                 | |
| M1 Abrams |                              | Verenigde Staten             | 2389 actief 3300 in opslag                                      | Standaard gevechtstank van de U.S. Army. |
| M2 Bradley |                              | Verenigde Staten             | 2500 actief 2000 in opslag                                      | Infanteriegevechtsvoertuig |
| M3 Bradley |                              | Verenigde Staten             | 1200 actief 800 in opslag                                       | Infanteriegevechtsvoertuig |
| M1120 Stryker |                              | Canada/ Verenigde Staten     | 4351                                                            | Gepantserd Troepenvervoer |
| M113 |                              | Verenigde Staten             | 5000 actief 8000 in opslag                                      | Gepantserd Troepenvervoer |
| M1117 |                              | Verenigde Staten             | 2900                                                            | Gepantserd alternatief voor de Humvee |
| M88 Hercules |                              | Verenigde Staten             | 1195 actief 1000 in opslag                                      | Gepantserd ondersteuningsvoertuig, hoofdzakelijk gebruik is reparatie van andere voertuigen in oorlogsgebied en het lostrekken van gestrande voertuigen.                  |
| M9 Armored Combat Earthmover |                              | Verenigde Staten             | 250                                                             | Genie-voertuig dat onder andere kan worden gebruikt om obstakels op te ruimen, wegen te repareren en gevechtsposities op te bouwen.                                       |
| M1200 Armored Knight |                              | Verenigde Staten             | 465                                                             | Gepantserd ondersteuningsvoertuig dat voornamelijk wordt gebruikt om doelen te verkennen en markeren zodat bijvoorbeeld bommenwerpers en artillerie weten waar te mikken. |
| Mine-Resistant Ambush Protected |                              |                              |                                                                 | |
| Onderstaande voertuigen zijn ontwikkeld om de toegenomen dreiging van mijnen en bermbommen het hoofd te bieden. In conflicten zoals in Irak en Afghanisten bleken de traditionele Humvee's veelal niet opgewassen tegen dergelijke aanvallen. Daarom werd in 2007 besloten om 25.000 MRAP's te bestellen in 25 verschillende varianten zonder een duidelijk plan voor de toekomst van deze voertuigen. Inmiddels is een deel van de voertuigen in de opslag gegaan en is ook duidelijk geworden dat een aantal op de langere termijn zal worden afgestoten. |                              |                              |                                                                 | |
| Oshkosh M-ATV |                              | Verenigde Staten             | 5651                                                            | |
| International MaxxPro |                              | Verenigde Staten             | 2934                                                            | |
| RG-31 Nyala |                              | Zuid-Afrika                  | ± 2300 (verspreid over gehele Amerikaanse strijdkrachten)       | |
| RG-33 |                              | Zuid-Afrika                  | 2386 (verspreid over gehele Amerikaanse strijdkrachten)         | |
| Buffalo |                              | Verenigde Staten             | 750                                                             | |

### Vliegtuigen
De U.S. Army heeft ondanks haar focus op oorlogsvoering over land een uitgebreide luchtmacht tot haar beschikking. Deze bestaat hoofdzakelijk uit helikopters maar ook enkele passagiersvliegtuigen en drones.
| Naam                              | Afbeelding            | Origine                        | Type                     | Aantal in gebruik     | Toepassing                               |
| Reguliere Vliegtuigen             | Reguliere Vliegtuigen | Reguliere Vliegtuigen          | Reguliere Vliegtuigen    | Reguliere Vliegtuigen | Reguliere Vliegtuigen                    |
| --------------------------------- | --------------------- | ------------------------------ | ------------------------ | --------------------- | ---------------------------------------- |
| Beechcraft C-12 Huron             |                       | Verenigde Staten               | C-12CC-12DC-12FMC-12W    | 17141711              | Vracht / Personenvervoer                 |
| Fairchild C-26 Metroliner         |                       | Verenigde Staten               | C-26E                    | 11                    | Vracht / Personenvervoer                 |
| C-31 Troopship                    |                       | Nederland                      | C-31A                    | 2                     | Vracht / Personenvervoer                 |
| Gulfstream C-37                   |                       | Verenigde Staten               | C-37AC-37B               | 21                    | Vracht / Personenvervoer                 |
| EO-5                              |                       | Canada                         | EO-5C                    | 5                     | Verkenning                               |
| RC-12 Huron                       |                       | Verenigde Staten               | RC-12DRC-12HRC-12KRC-12X | 1261814               | Verkenning                               |
| Cessna UC-35                      |                       | Verenigde Staten               | UC-35AUC-35B             | 207                   | Variabel inzetbaar                       |
| Short Take-Off and Landing (STOL) |                       |                                |                          |                       |                                          |
| DHC-6 Twin Otter                  |                       | Canada                         | UV-18A                   | 6                     | Variabel inzetbaar                       |
| Helikopters                       |                       |                                |                          |                       |                                          |
| AH-6 Little Bird                  |                       | Verenigde Staten               | MH/AH-6M                 | 60                    | Aanvalshelikopter                        |
| AH-64 Apache                      |                       | Verenigde Staten               | AH-64DAH-64E             | 756                   | Aanvalshelikopter                        |
| CH-47 Chinook                     |                       | Verenigde Staten               | CH-47DCH-47F             | 39448                 | Vracht / Personenvervoer                 |
| EH-60 Black Hawk                  |                       | Verenigde Staten               | EH-60A                   | 64                    | Elektronische oorlogsvoering             |
| MH-47 Chinook                     |                       | Verenigde Staten               | MH-47G                   | 27                    | Variabel Inzetbaar (o.a. Special Forces) |
| TH-67 Creek                       |                       | Verenigde Staten Canada        | TH-67                    | 180                   | Pilotentraining                          |
| UH-60 Black Hawk                  |                       | Verenigde Staten               | UH-60AUH-60LUH-60M       | 751592250             | Variabel inzetbaar                       |
| UH-72 Lakota                      |                       | Verenigde Staten Europese Unie | UH-72A                   | 250                   | Variabel inzetbaar                       |
| Onbemande Luchtvaartuigen         |                       |                                |                          |                       |                                          |
| AeroVironment Switchblade         |                       | Verenigde Staten               |                          | 4.400                 | Aanvalsdrone                             |
| AeroVironment RQ-11 Raven         |                       | Verenigde Staten               |                          | 5.000                 | Drone                                    |
| Prioria Robotics Maveric          |                       | Verenigde Staten               |                          | 36                    | Drone                                    |
| AeroVironment RQ-20 Puma          |                       | Verenigde Staten               |                          | 325                   | Drone                                    |
| AAI RQ-7 Shadow                   |                       | Verenigde Staten               |                          | 500                   | Drone                                    |
| General Atomics MQ-1C Gray Eagle  |                       | Verenigde Staten               |                          | 105                   | Langeafstandsdrone                       |

### Vaartuigen
De U.S. Army heeft de beschikking over een aantal vaartuigen:
| Naam                           | Afbeelding | Aantal in gebruik | Toepassing               |
| Vaartuigen                     | Vaartuigen | Vaartuigen        | Vaartuigen               |
| ------------------------------ | ---------- | ----------------- | ------------------------ |
| General Frank S. Besson-klasse |            | 8                 | Logistieke ondersteuning |
| USNS Worthy (T-AGOS-14)        |            | 1                 | Oceaansurveillance       |
| Runnymede-klasse               |            | 35                | Landingsvaartuigen       |
| MGen. Nathanael Greene-klasse  |            | 6                 | Sleepboot                |

### Uniformen

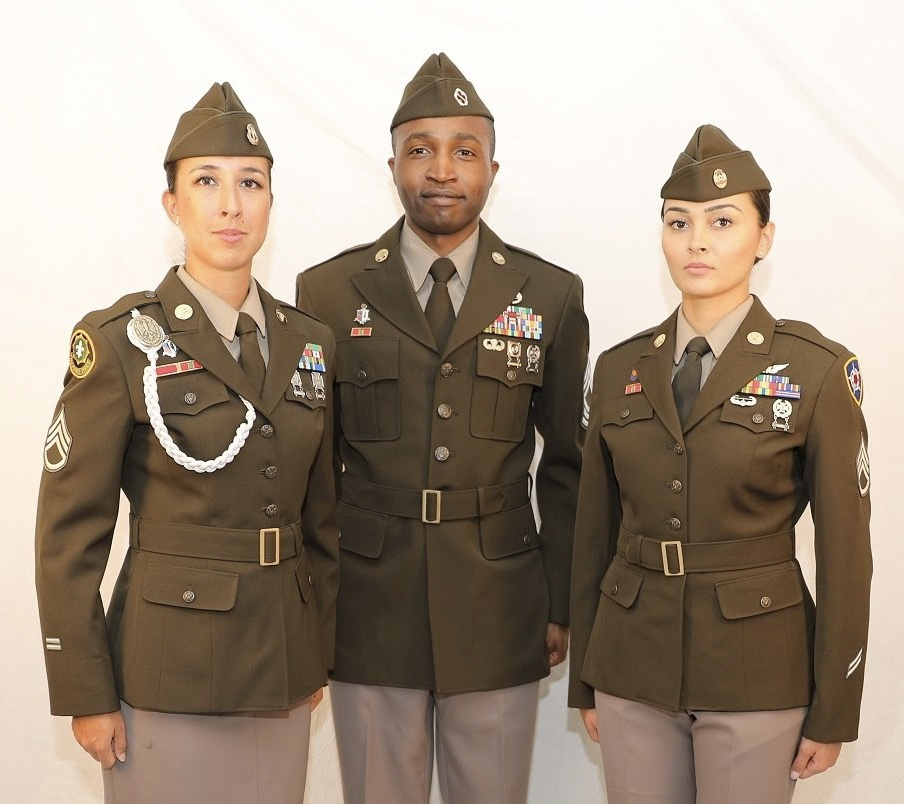
Toekomstig service uniform pinks and greens

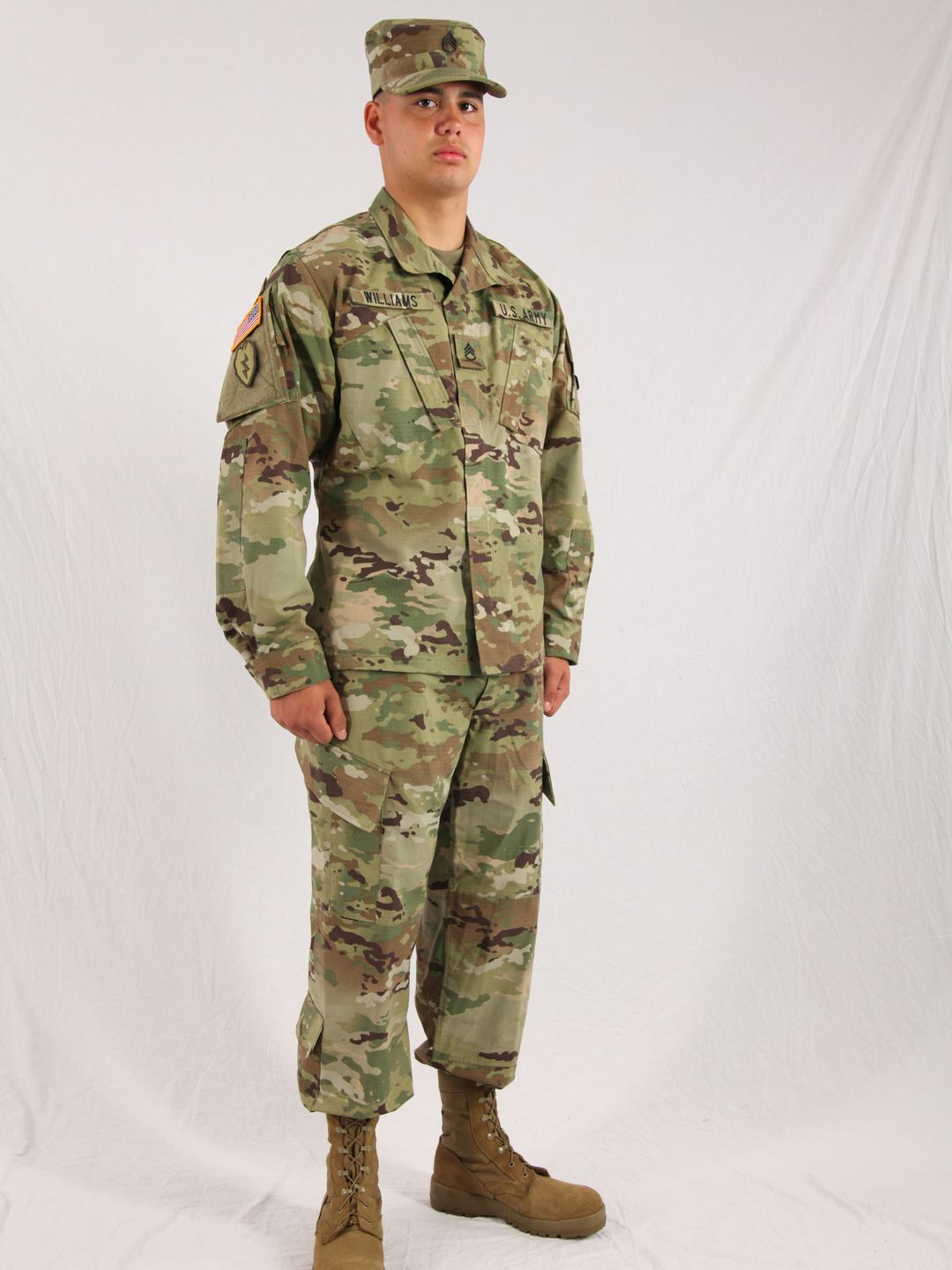
Soldaat in gevechtsuniform

De U.S. Army gebruikt twee verschillende camouflages. De eerste is het Army Combat Uniform dat in vrijwel alle gevechtssituaties wordt gedragen en is een patroon met hoofdzakelijk groentinten. De tweede is de Army Aircrew Combat Uniform dat meer grijstinten heeft en voornamelijk wordt gedragen door helikopter- en vliegtuigpersoneel. Naast het gevechtsuniform zijn er nog het service uniform dat gedragen wordt buiten het gevechtstheater. Van 2010 tot 2021 was dit uniform blauw, maar sinds 2021 wordt de overstap gemaakt naar een groene variant zoals deze ook gedragen werd tijdens de Tweede Wereldoorlog en de Koreaanse Oorlog. De eersten die het 'army green' ontvangen, zijn wervingspersoneel, drilsergeanten en nieuwe instromers. De transitie moet in oktober 2027 afgerond zijn. Voor speciale gelegenheden is er ook een gala-uniform dat afhankelijk van het jaargetijde blauw of wit is. Naast de standaarduniforms is er een breed scala aan speciale uniforms voor specifieke eenheden.